# Національрат
Національрат (нім. Nationalrat), Національна рада — нижня палата парламенту Австрії — Федеральних зборів.

## Вибори
Національна рада складається з 183 депутатів, які обираються шляхом загального прямого таємного голосування терміном на 5 років. Строк повноважень палати може скінчитись раніше, ніж через 5 років після обрання, якщо проста більшість проголосує за розпуск. Окрім того, правом дострокового розпуску Національної ради володіє федеральний президент; слід зазначити, що в політичній практиці Другої республіки розпуску жодного разу не ставалось. Правом голосу володіє кожен громадянин Австрії, що досягнув 16 років. Національрат є домінуючим органом у формуванні законодавства Австрії.
Обрання депутатів відбувається за пропорційною системою з відкритим списком. Територія Австрії розбивається на 43 виборчих округа. Округи не можуть перетинати кордони федеральних земель. Правила розбиття на виборчі округи складено так, щоб попередити джеррімандерінг. Кількість місць, приписаних до даного округу, пропорційна чисельності населення округу. Для того, щоб отримати одне місце в Національній раді, необхідно набрати кількість голосів, рівну сумарній кількості поданих голосів, поділеній на кількість приписаних до округу місць. Ті місця, які не було розподілено на рівні округів, розподіляються на регіональному рівні за тим самим принципом; ті місця, які не було розподілено на регіональному рівні, розподіляються на федеральному рівні за допомогою методу д'Ондта, при цьому до розподілу допускаються тільки партії, що набрали не менше 4 відсотків голосів по всій країні.
Система відкритих партійних списків означає, що, окрім голосування за партію, виборець може вказати в бюлетені конкретного члена даної партії. Якщо кандидат набрав достатню кількість таких індивідуальних голосів, його ранг всередині партійного списку підвищується. Під час розподілу місць у парламенті між членами однієї партії пріоритет мають кандидати з більш високим рангом.

## Партії
Політичні партії, представлені в Національній раді:
| Партія | Партія    | Депутати |
|        | FPÖ       | 57       |
|        | ÖVP       | 51       |
|        | SPÖ       | 41       |
|        | NEOS      | 18       |
|        | GRÜNE     | 16       |
|        | Незалежні | 0        |
| Разом  | Разом     | 183      |

### Останні вибори
29 вересня 2013
| Партія                              | Партія                                                                      | Голосів   | +/−      | %     | +/−   | Депутатів | +/−  |
| ----------------------------------- | --------------------------------------------------------------------------- | --------- | -------- | ----- | ----- | --------- | ---- |
|                                     | Соціал-демократична партія Австрії (Sozialdemokratische Partei Österreichs) | 1,258,605 | −171,601 | 26.82 | −2.44 | 52        | −5   |
|                                     | Австрійська народна партія (Österreichische Volkspartei)                    | 1,125,876 | −143,780 | 23.99 | −1.99 | 47        | −4   |
|                                     | Австрійська Партія Свободи (Freiheitliche Partei Österreichs)               | 962,313   | +105,284 | 20.51 | +2.97 | 40        | +6   |
|                                     | Партія Зелених (Die Grünen – Die Grüne Alternative)                         | 582,657   | +72,721  | 12.42 | +1.99 | 24        | +4   |
|                                     | Team Stronach (Team Stronach für Österreich)                                | 268,679   | New      | 5.73  | New   | 11        | New  |
|                                     | NEOS — Нова Австрія (NEOS – Das Neue Österreich)                            | 232,946   | New*     | 4.96  | New*  | 9         | New* |
|                                     | Альянс майбутнього Австрії (Bündnis Zukunft Österreich)                     | 165,746   | -357,187 | 3.53  | –7.17 | 0         | –21  |
|                                     | Комуністична партія Австрії (Kommunistische Partei Österreichs)             | 48,175    | +10,813  | 1.03  | +0.27 | 0         | —    |
|                                     | Партія піратів Австрія (Piratenpartei Österreichs)                          | 36,265    | New      | 0.77  | New   | 0         | New  |
|                                     | Християнська партія Австрії (Christliche Partei Österreichs)                | 6,647     | –24,433  | 0.14  | –0.50 | 0         | —    |
|                                     | Інші                                                                        | 4,998     | —        | 0.11  | —     | 0         | —    |
| Породжні                            | Породжні                                                                    | 89,503    | –14,140  | —     | —     | —         | —    |
| Разом                               | Разом                                                                       | 4,782,410 | –208,542 | 100.0 | —     | 183       | —    |
| Виборців                            | Виборців                                                                    | 6,384,308 |          | 74.91 | –3.90 | —         | —    |
| Джерело: Austrian Interior Ministry |                                                                             |           |          |       |       |           |      |